# Пенсійний фонд
Пенсійний фонд — термін, який об'єднує Державні пенсійні фонди та Недержавні пенсійні фонди які створюються відповідно до діючого законодавства, акумулюють страхові внески застрахованих осіб, що обліковуються на накопичувальних пенсійних рахунках та інвестуються з метою отримання інвестиційного доходу на користь застрахованих осіб, пенсійні активи якого використовуються для оплати договорів страхування довічних пенсій або одноразових виплат застрахованим особам, а у випадках, передбачених чинним законодавством - членам їхніх сімей чи спадкоємцям та на інші цілі, передбачені чинним законодавством.

## Законодавча база
- Закон України про пенсійне забезпечення від 28.12.2007